# Leka Dulecha
Leka Dulecha est un woreda de l'ouest de l'Éthiopie situé dans la zone Est Welega de la région Oromia. Ce district reprend la partie sud de l'ancien woreda Diga Leka et compte 72 057 habitants en 2007. Son chef-lieu est Getema ou Gatama[réf. souhaitée]. 
Le district est entouré par Nunu Kumba, Wayu Tuka et Guto Gida à l'est, la zone Illubabor à l'ouest, Diga au nord et Jimma Arjo au sud.
Son chef-lieu, Getema, se trouve environ 30 km au sud de Nekemte sur la route en direction d'Arjo et Bedele, vers 2 200 m d'altitude.
Le recensement national de 2007 fait état d'une population totale de 72 057 habitants dans le district dont 6 % de citadins qui sont les 4 056 habitants de Getema. Environ 44 % des habitants sont protestants, 43 % sont orthodoxes, 9 % sont musulmans et 3 % sont catholiques.
En 2022, la population du district est estimée à 103 493 personnes avec une densité de population de 168 personnes par km2 et 617 km2 de superficie.